# チュスム県
チュスム県（チュスムけん）は中華人民共和国チベット自治区山南市の県の一つ。県名はチベット語で「3つの川」を意味する。県政府所在地はチュスム鎮（曲松鎮）。

## 行政区画

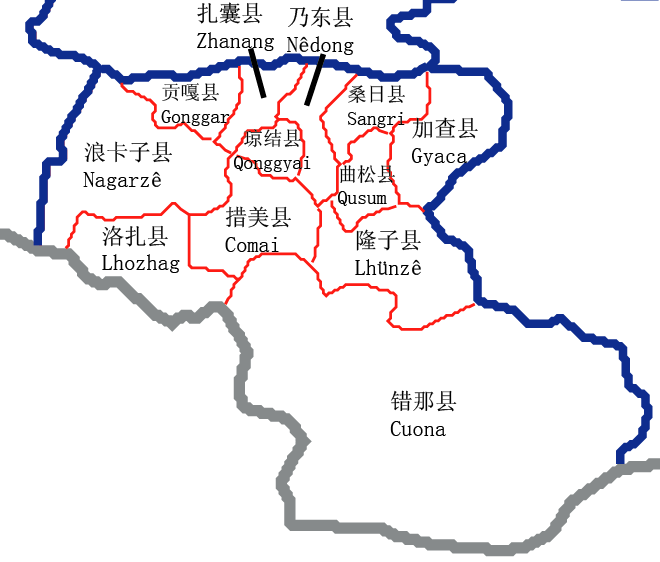
山南地区の行政区画

2鎮、3郷を管轄：
- 鎮：チュスム鎮（曲松鎮）、羅布沙鎮
- 郷：下江郷、邱多江郷、堆随郷